# Mausoleo Hamilton
El Mausoleo Hamilton (en inglés:Hamilton Mausoleum) es un mausoleo situado en Hamilton, South Lanarkshire, Escocia. Es el lugar de descanso de la familia de los duques de Hamilton. Construido en los terrenos del Palacio de Hamilton ahora demolido, su alta bóveda de piedra tenía el récord del eco con la duración más larga de cualquier estructura hecha por el hombre en el mundo, teniendo 15 segundos para que el sonido de un portazo se terminara (el registro fue superado en enero de 2014 por los tanques de almacenamiento de petróleo Inchindown, también en Escocia, que tienen una segunda descomposición de 112 a 125 Hertz). En línea con la ampliación grandiosa del Palacio de Hamilton, Alexander, décimo duque de Hamilton, reemplazó al panteón familiar que ocupaba cerca de la cuarta parte este del palacio.